# Джавади, Эбрахим
Эбрахим Джавади (перс. ابراهیم جوادی‎, род. 28 июля 1943) — иранский борец вольного стиля, многократный чемпион мира и Азиатских игр, призёр Олимпийских игр.

## Биография
Родился в Казвине. В 1969 стал чемпионом мира. В 1970 году завоевал золотые медали чемпионата мира и Азиатских игр. В 1971 году вновь стал чемпионом мира. В 1972 году завоевал бронзовую медаль Олимпийских игр в Мюнхене. В 1973 году вновь стал чемпионом мира. В 1974 году опять завоевал золотую медаль Азиатских игр.
В 2011 году Эбрахим Джавади был внесён в Зал славы Международной федерации объединённых стилей борьбы.